# عباس ظریف
عبّاس ظریف (زاده ۱۳۱۴ یزد) سیاستمدار ایرانی و نخستین استاندار چهارمحال وبختیاری پس از پیروزی انقلاب ۱۳۵۷ بود.

## زندگی
عبّاس ظریف در سال ۱۳۱۴ در یزد متولد شد. پدرش محمد نام داشت. او از سال ۱۳۳۹ وارد خدمت دولتی گردید و به عنوان کتابدار در وزارت کشور مشغول کار شد. سپس به اداره سیاسی وزارت کشور راه پیدا کرد و مشاغلی مانند: رئیس دبیرخانه وزارتی، مدیرکل تأسیسات و تدارکات، مدیرکل دفتر امور اداری و استخدامی شهرداری‌ها، مدیرکل کارگزینی، رئیس هیئت نظارت و مشاورت وزیر کشور را عهده‌دار شد. در پرونده انفرادی ساواک عباس ظریف به عنوان فردی فعال، علاقمند به کار و دارای روحیه نویسندگی یاد شده‌است. همچنین ساواک نامبرده را فردی پرتوقع، رفیق‌باز، متظاهر، کینه‌توز و اهل زد و بند و دسته‌بندی معرفی می‌کند. وی عضو فراماسونری و در لژ کوروش فعال بوده و مدتی سرپرست اول لژ نور بوده‌است. عباس ظریف در تاریخ ۱۳۵۷/۷/۳۰ به استانداری چهارمحال و بختیاری منصوب گردید. ظریف پس از پیروزی انقلاب اسلامی و در دوره دولت موقت مهدی بازرگان، مدتی همچنان استاندار چهارمحال و بختیاری بود تا اینکه در ۲۷ اسفند ۱۳۵۷ از این سمت کنار گذاشته شد.